# Defenders of the Faith
| 전문가 평가      | 전문가 평가            |
| 평가 점수        | 평가 점수              |
| 출처             | 점수                   |
| ---------------- | ---------------------- |
| AllMusic         | [ 2 ]                  |
| Blabbermouth.net | 10/10 (30th Ann.)      |
| Blogcritics      | favourable (30th Ann.) |
| PopMatters       | (30th Ann.)            |
| Martin Popoff    | [ 6 ]                  |
| Record Collector | (30th Ann.)            |
| Rolling Stone    | [ 8 ]                  |
| Sputnikmusic     | 4.0/5                  |

《Defenders of the Faith》는 영국의 헤비 메탈 밴드 주다스 프리스트의 아홉 번째 스튜디오 음반으로, 1984년 1월 13일, 미국에서, 1984년 1월 20일, 영국에서 발매되었다. 싱글곡으로 발매된 트랙은 〈Freewheel Burning〉, 〈Some Heads Are Gonna Roll〉 그리고 〈Love Bites〉이다. 이 음반은 미국 음반 산업 협회에 의해 플래티넘 인증을 받았다.

## 녹음 및 발매
《Defenders of the Faith》는 스페인 이비사섬의 이비사 사운드 스튜디오에서 녹음되었으며, 플로리다주 마이애미 코코넛 그로브에 있는 DB 레코딩 스튜디오와 베이쇼어 레코딩 스튜디오에서 믹싱되었다. LP와 카세트 테이프는 1984년 1월 13일에 발매되었고, 음반은 7월에 CD로 발매되었다. 리마스터된 CD는 2001년 5월에 발매되었다. 음반 발매와 동시에 밴드는 유럽 투어를 시작했으며, 대부분의 콘서트는 봄과 여름에 북미에서 열렸다.
스타일적으로 《Defenders of the Faith》는 전작에서 크게 벗어나지 않았으며, 짧고 업템포의 메탈 국가와 스타디움에서 함께 외치는 후렴구의 유사한 공식을 특징으로 했다. 하지만 〈The Sentinel〉과 같은 일부 트랙에서는 진보적인 요소가 다시 등장했다. 〈Rock Hard Ride Free〉라는 트랙은 1982년 《Screaming for Vengeance》 세션에서 녹음된 〈Fight for Your Life〉라는 제목의 트랙을 재구성한 것이지만, 그 음반에는 포함되지 않았다.
이 음반은 즉각적인 성공을 거두었으며, 미국 빌보드 200 차트에서 《Screaming for Vengeance》보다 한 단계 아래로 떨어졌다. 그럼에도 불구하고 일부 비평가들은 〈Breaking the Law〉나 〈You've Got Another Thing Comin'〉에 필적하는 뛰어난 싱글이 없다는 점과 음반이 《Screaming for Vengeance》와 전반적으로 유사하다는 점에 반대했다.

## 커버 아트
더그 존슨 (《Screaming for Vengeance》에서 헬리온을 디자인하기도 한)의 커버 아트는 이 밴드에 의해 개념화된 개틀링 건과 탱크 트랙을 가진 숫양 뿔이 달린 호랑이 같은 육지 공격 생물인 메탈리안을 묘사하고 있다. 뒷면 커버에 메시지가 들어 있음.
Rising from darkness where Hell hath no mercy and the screams for vengeance echo on forever. Only those who keep the faith shall escape the wrath of the Metallian... Master of all metal.
(지옥이 자비를 베풀지 않는 어둠에서 솟아오르고 복수심에 대한 비명소리가 영원히 울려 퍼진다. 믿음을 지키는 자만이 메탈리안들의 분노를 피할 수 있을 것이다... 모든 메탈의 마스터.)

## 논란
〈Eat Me Alive〉는 PMRC의 "추잡한 15개 곡"에서 3위에 올랐는데, 이 단체는 이 곡이 가장 불쾌하다고 판단한 15곡의 노래 목록이다. PMRC의 공동창립자인 티퍼 고어는 이 노래가 총구의 구강 성관계에 관한 것이라고 말했다. 이러한 주장에 대해 주다스 프리스트는 후속 음반인 《Turbo》에 수록된 곡 〈Parental Guidance〉을 녹음했다.

## 곡 목록
모든 곡들은 특별한 언급이 없는 한 글렌 팁톤, 롭 핼퍼드 그리고 K. K. 다우닝에 의해 작사/작곡하였다.
| #  | 제목                    | 재생 시간 |
| -- | ----------------------- | --------- |
| 1. | 〈Freewheel Burning〉   | 4:22      |
| 2. | 〈Jawbreaker〉          | 3:25      |
| 3. | 〈Rock Hard Ride Free〉 | 5:34      |
| 4. | 〈The Sentinel〉        | 5:04      |

| #   | 제목                                             | 재생 시간 |
| --- | ------------------------------------------------ | --------- |
| 5.  | 〈Love Bites〉                                   | 4:47      |
| 6.  | 〈Eat Me Alive〉                                 | 3:34      |
| 7.  | 〈Some Heads Are Gonna Roll (밥 할리간 주니어)〉 | 4:05      |
| 8.  | 〈Night Comes Down〉                             | 3:58      |
| 9.  | 〈Heavy Duty〉                                   | 2:25      |
| 10. | 〈Defenders of the Faith〉                       | 1:30      |

## 인증
| 국가                       | 인증        | 판매량/출하량 |
| -------------------------- | ----------- | ------------- |
| 캐나다 (뮤직 캐나다)       | 2× 플래티넘 | 200,000^      |
| 일본 (RIAJ)                | 골드        | 100,000^      |
| 미국 (RIAA)                | 플래티넘    | 1,000,000^    |
| ^출하량을 기반으로 한 인증 |             |               |